# Bedrock Linux
Bedrock Linux és una meta-distribució Linux independent amb una filosofia de disseny modular. Permet integrar característiques escollides per l'usuari d'altres distribucions que acostumen a ser excloents. Possibilita instal·lar paquets d'Arch Linux, Gentoo, Debian, Slackware entre altres distribucions. Gràcies a la creació de diferents sistemes d'arxius virtuals separats entre si, però disposats per a treballar conjuntament. Bedrock Linux es munta damunt d'una distribució preexistent mitjançant un script. Aquest permet sobreposar i fusionar altres distribucions desitjades. Bedrock organitza els diferents components del sistema en unitats anomenades "strata", cada capa correspon a una distribució Linux diferent. Podent-se afegir o eliminar capes segons sigui necessari. Essent possible tenir un init de Void Linux en una distribució Debian amb programari d'Arch Linux.